# سوتة ده (أنزان الشرقي)
سوتة ده (بالفارسية: سوته‌ده) هي قرية تقع في إيران في قسم أنزان الشرقي الريفي. يقدر عدد سكانها بـ 397 نسمة بحسب إحصاء 2016.